# FSV Schmalkalden
FSV Schmalkalden is een Duitse voetbalclub uit Schmalkalden, Thüringen.

## Geschiedenis
De club werd opgericht in 1904 als SV 04 Schmalkalden en sloot zich aan bij de Midden-Duitse voetbalbond. De club speelde in de competitie van West-Thüringen en speelde daar in 1910 voor het eerst in de hoogste klasse. De competitie werd in twee reeksen verdeeld en de club werd groepswinnaar. Er werd geen finale gespeeld tegen SC Meiningen 04, wellicht omdat de Midden-Duitse eindronde al begonnen was en er toch geen club afgevaardigd zou worden. Beide reeksen werden samen gevoegd voor seizoen 1911/12 en nu eindigde de club in de middenmoot. Het volgende seizoen werd de club uit de competitie gezet en reeds gespeelde wedstrijden werden geschrapt. 
Na de Eerste Wereldoorlog werd de competitie hervormd en speelde de club vanaf 1920 in de tweede klasse van de Kreisliga Thüringen. In 1923 werd de club kampioen en na dit seizoen werd de Kreisliga ontbonden en werd de West-Thüringse competitie als Gauliga Westthüringen heringevoerd. 
In het eerste seizoen werd de club vicekampioen achter SC 1912 Zella. De volgende jaren schommelde de club tussen de vijfde en de achtste plaats. In 1931/32 en 1932/33 werd de club telkens vierde.
In 1933 werd de competitie geherstructureerd. De Midden-Duitse bond werd ontbonden en de vele competities werden vervangen door de Gauliga Mitte en Gauliga Sachsen. De clubs uit West-Thüringen werden te licht bevonden voor de Gauliga Mitte en ook voor de Bezirksklasse Thüringen, die de nieuwe tweede klasse werd, kwalificeerden zich slechts twee teams. De club ging nu in de  Kreisklasse Westthüringen spelen, dat nog maar de derde klasse was. De club werd meteen kampioen en promoveerde naar de Bezirksliga Thüringen. Na drie seizoenen degradeerde de club naar de Kreisklasse Henneberg. In 1942 werden de activiteiten gestaakt wegens de perikelen in de Tweede Wereldoorlog.
De club werd in 1947 heropgericht als SG Fortuna Schmalkalden. In 1950 werd het ZBSG Schmalkalden BSG Feinprüf en in 1952 BSG Motor Mitte Schmalkalden. In 1955 fuseerde de club met Motor Ost tot BSG Motor. In 1980 werd de naam BSG Werkzeugkombinat Schmalkalden.
Van 1953 tot 1974 speelde de club in de Bezirksliga Suhl, de derde klasse. Na twee seizoenen Bezirksklasse promoveerde de club weer en in 1979 promoveerde de club naar de DDR-Liga. De volgende vijf jaar ging de club elk jaar op en neer tussen de tweede en derde klasse.
Na de Duitse hereniging werd opnieuw de historische naam SV 04 aangenomen. De club ging in de Landesliga spelen en degradeerde meteen twee keer op rij. Eind jaren negentig klom de club weer op naar de Landesliga, toen de vijfde klasse. In 1999 werd de huidige naam aangenomen. De club speelde in de Landesliga tot 2004 toen de club opnieuw twee jaar achter elkaar degradeerde.